# 大溝駅

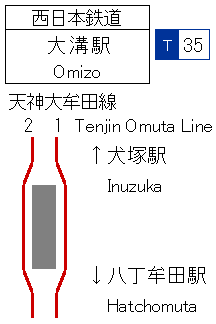
配線図

大溝駅（おおみぞえき）は、福岡県三潴郡大木町大字大角にある西日本鉄道（西鉄）天神大牟田線の駅である。駅番号はT35。

## 歴史
- 1937年（昭和12年）10月1日：開業。
- 1966年（昭和41年）：駅舎改築。
- 2008年（平成20年）5月18日：ICカードnimoca供用開始。
- 2017年（平成29年）2月1日：駅ナンバリングを導入[1]。
- 2021年（令和3年）4月1日：駅集中管理システムの導入に伴い、終日無人化[2][3]。

## 駅構造
島式ホーム1面2線を有する地上駅。下り線は完全直線だが、上り線は速度制限がある。
ホーム有効長は7両分ある。
| ホーム | 路線          | 方向 | 行先                     | 備考 |
| ------ | ------------- | ---- | ------------------------ | ---- |
| 1      | ■天神大牟田線 | 下り | 柳川・大牟田方面         |      |
| 2      | ■天神大牟田線 | 上り | 久留米・福岡（天神）方面 |      |

## 利用状況
2024年度の1日平均乗降人員は1,073人である。
| 年度               | 1日平均 乗車人員 | 1日平均 乗降人員 |
| ------------------ | ---------------- | ---------------- |
| 2011年（平成23年） |                  | 1,026            |
| 2012年（平成24年） |                  | 973              |
| 2013年（平成25年） |                  | 990              |
| 2014年（平成26年） |                  | 988              |
| 2015年（平成27年） |                  | 1,038            |
| 2016年（平成28年） |                  | 1,048            |
| 2017年（平成29年） |                  | 1,005            |
| 2018年（平成30年） |                  | 1,003            |
| 2019年（令和元年） |                  | 1,011            |
| 2020年（令和02年） |                  | 795              |
| 2021年（令和03年） |                  | 852              |
| 2022年（令和04年） |                  | 1,000            |
| 2023年（令和05年） |                  | 1,012            |
| 2024年（令和06年） |                  | 1,073            |

## 駅周辺
駅東側には西鉄が分譲した新興住宅地「サニーヴィラおおみぞ」が広がっているほか、福岡市・久留米市のベッドタウン拡大により一戸建て住宅やアパートが増えつつある。駅周辺の主な施設は以下の通り。
- クリークの里石丸山公園
- イオン大溝店（イオンスーパーセンター大木店として2008年4月に開業も2019年10月25日に現名称に変更[4]）
- 真福寺
- 大木町立大溝小学校
- 大溝保育所

## その他
- 天神大牟田線の駅としては2つしかない郡部にある駅の1つである。もう1つは隣の八丁牟田駅。

## 隣の駅
西日本鉄道
■天神大牟田線
■特急・■急行
通過
■普通
犬塚駅（T34） - 大溝駅（T35） - 八丁牟田駅（T36）